# Czarenka skupiona
Czarenka skupiona (Trapelia coarctata (Turner) M. Choisy) – gatunek grzybów należący do rodziny czarenkowatych (Trapeliaceae). Znany też jako czareczka skupiona. Ze względu na współżycie z glonami zaliczany jest do porostów.

## Systematyka i nazewnictwo
Pozycja w klasyfikacji według Index Fungorum: Trapelia, Trapeliaceae, Baeomycetales, Ostropomycetidae, Lecanoromycetes, Pezizomycotina, Ascomycota, Fungi.
Po raz pierwszy gatunek ten zdiagnozowany został w 1799 r. przez D. Turnera jako Lichen coartctatus, do rodzaju Baeomyces przeniósł go Maurice Choisy w 1932 r.
Synonimów nazwy naukowej ma 20:

## Charakterystyka
Tworzy skorupiastą, cienką lub średnio grubą plechę o barwie białawej,  białoszarej, szarozielonawej lub żółtoszarej. Plecha jest zanikająca, czasami niewyraźna, zbudowana z areolek lub drobnych brodawek i zawiera glony protokokkoidalne. Brak wyraźnego obrzeża; na zewnętrznym obwodzie plecha przechodzi stopniowo w białawe przedplesze. Apotecja mają średnicę 0,2–0,8 mm (wyjątkowo do 2 mm), są okrągłe, siedzące lub nieco zanurzone w plesze. Mają czerwonobrązowe lub brązowo-czarne tarczki i białawy brzeżek plechowy, który początkowo zasłania całą tarczkę, oraz cienki i zanikający brzeżek własny. Niedojrzałe apotecja, zasłonięte przez brzeżek są widoczne jako drobne, białe punkty.  
Hypotecjum bezbarwne lub żółtawobrązowe, hymenium o grubości 90–140 μm. Zarodniki bezbarwne, jednokomórkowe, o rozmiarach 14–25 × 7–13 μm.
Reakcje barwne: plecha K–, C + czerwonawy, KC + czerwonawy. Kwasy porostowe: plecha zawiera kwas gyroforowy. 

## Występowanie i siedlisko
Gatunek szeroko rozprzestrzeniony; poza Antarktydą występuje na wszystkich kontynentach, a także na wielu wyspach. W Europie na północy sięga po Islandię i archipelag Svalbard. W Polsce występuje na obszarze całego kraju.
Rośnie głównie na skałach niewapiennych, na cegle, płytkach betonowych, czasami nawet na małych kamykach, wyjątkowo na glebie i na drewnie.